# Waldine
Waldine, op. 385, är en polkamazurka av Johann Strauss den yngre. Den framfördes för första gången den 7 december 1879 i Stora konsertsalen i Musikverein i Wien.

## Historia
Den 18 december 1878 hade Johann Strauss operett Blindekuh premiär på Theater an der Wien. Librettot av Rudolf Kneisel var huvudorsaken till att verket blev ett fiasko och Blindekuh togs bort från repertoaren efter bara 16 föreställningar. Strauss räddade mycket av musiken genom att snabbt arrangera fem separata orkesterstycken med motiv ur operetten. Polkan Waldine är uppkallad efter en av personerna i operetten och den var den sista och minst framgångsrika av de fem styckena. Den fick sin premiär först den 7 december 1879, nästan ett år efter operettens uruppförande. Johann Strauss broder Eduard Strauss dirigerade den vid en av sina söndagskonserter i Musikverein. 

## Om polkan
Speltiden är ca 4 minuter och 11 sekunder plus minus några sekunder beroende på dirigentens musikaliska tolkning.
Polkan var ett av fem verk där Strauss återanvände musik från operetten Blindekuh:
- Kennst du mich?, Vals, Opus 381
- Pariser-Polka, Polka-francaise, Opus 382
- Nur fort, Polka-Schnell, Opus 383
- Opern-Maskenball-Quadrille, Kadrilj, Opus 384
- Waldine, Polkamazurka, Opus 385

## Weblänkar
- Waldine i Naxos-utgåvan.